# Антакальніс (цвинтар)
Анта́калніський цви́нтар (лит. Antakalnio kapinės) — цвинтар у Вільнюсі, розташований в північно-східній частині міста. Площа кладовища 15,60 га.

## Історія

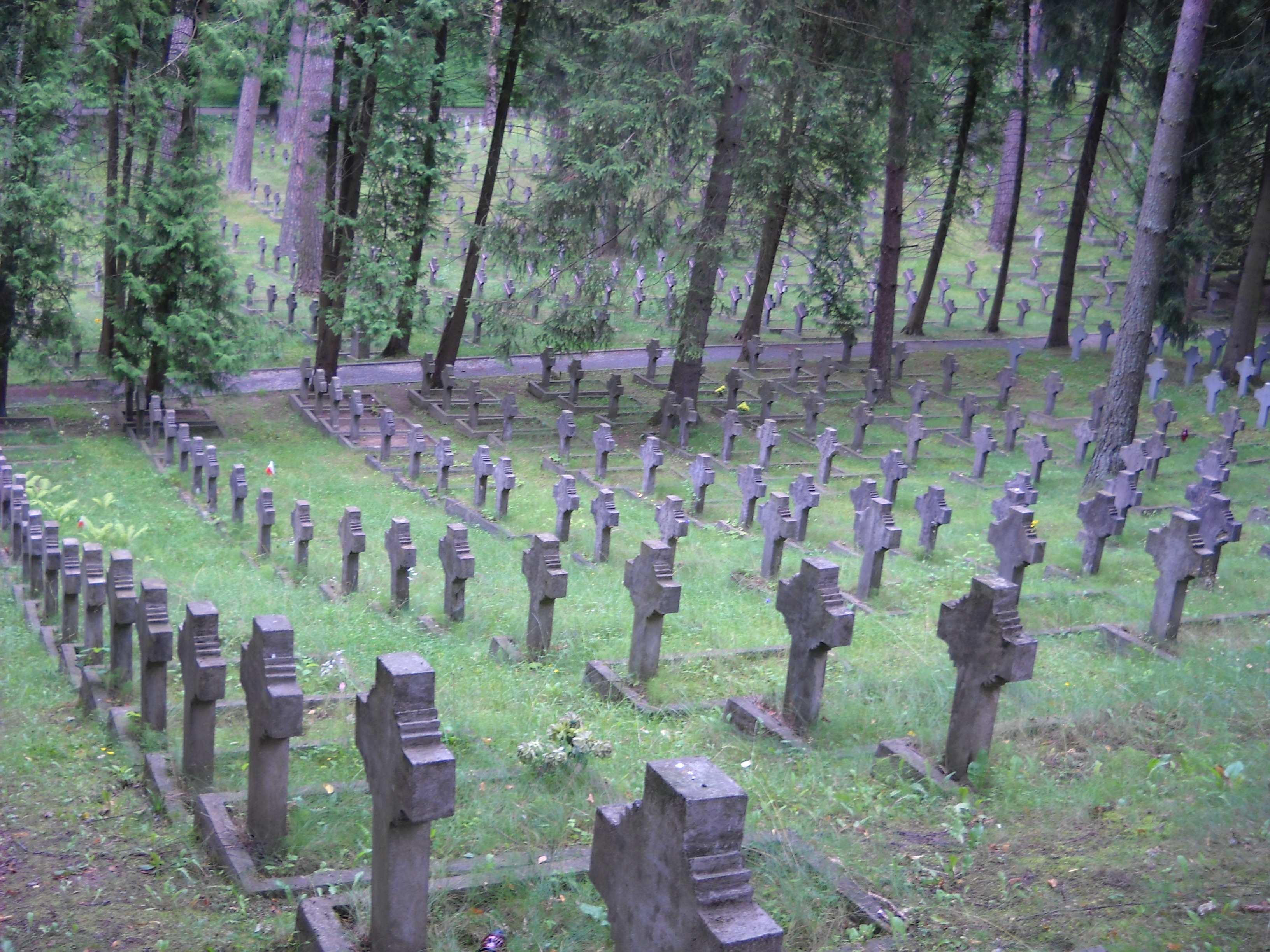
Могили польских солдат

Цвинтар засновано за розпорядженням генерал-губернатора у 1809. Спочатку в цій місцевості сформувалося чотири окремих цвинтарі, призначених для поховання мирян, військових, сиріт, а також жебраків, пізніше — воїнів, які загинули під час Першої світової війни. Пізніше їх об'єднали в єдиний цвинтар.
У 1919—1921 утворився цвинтар польських солдатів, які загинули під час польсько-радянської війни 1919—1920.
Після Другої світової війни на цвинтарі був створений меморіал воїнів радянської армії.

## Поховання
У північній частині кладовища знаходяться поховання німецьких і російських воїнів часів Першої світової війни з меморіалом, спорудженим у 1918 X німецькою армією. Тут же на південному-сході знаходяться могили польських солдатів, які загинули під час польсько-радянської війни 1919—1920 (налічується близько 1600 могил, включаючи перепохованих з інших місць і померлих пізніше) і в 1939.
На цвинтарі поховані державні діячі, видатні вчені, актори, художники, письменники.

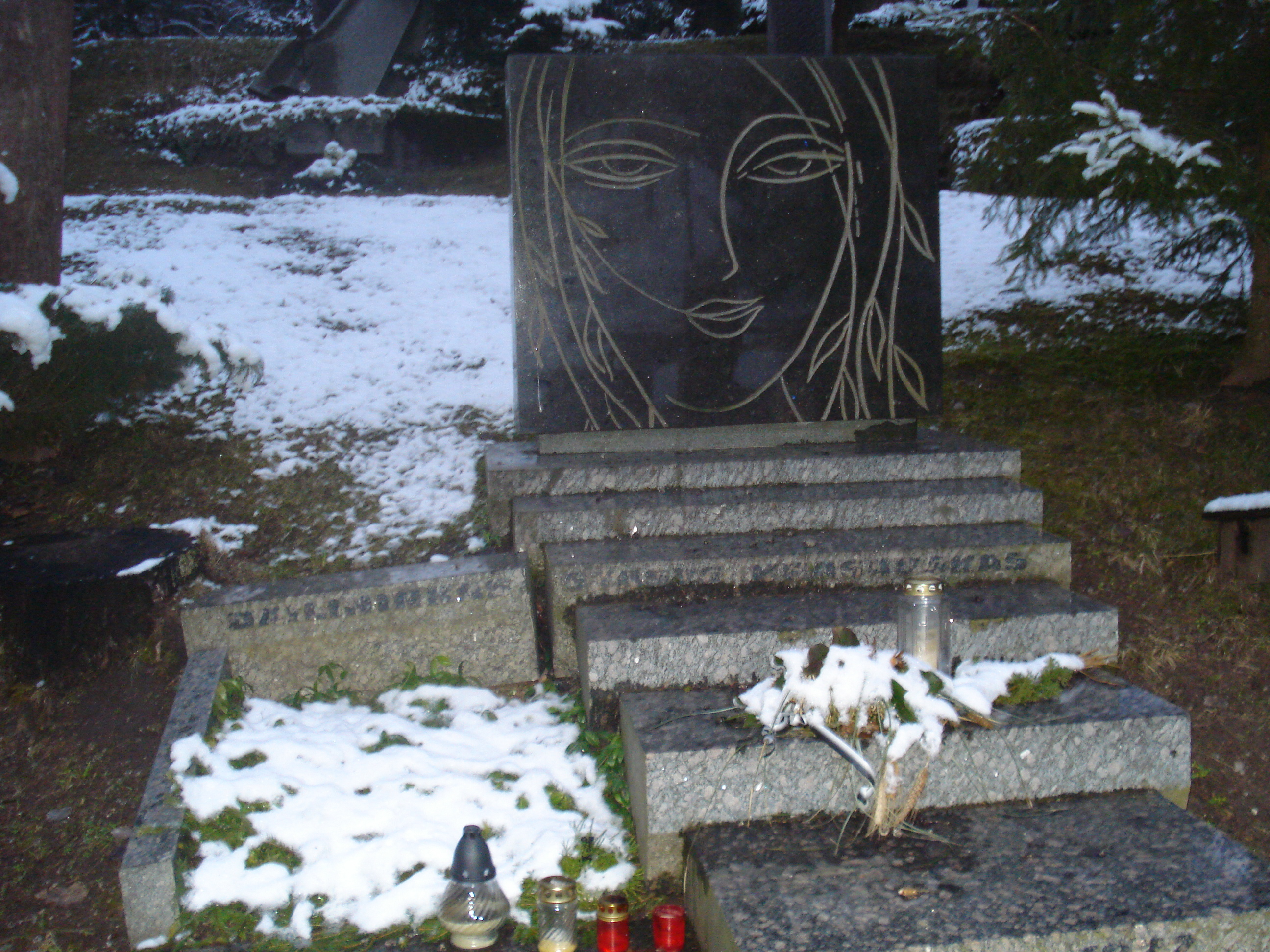
Надгробок на могилі Стасіса Красаускаса

### Актори та режисери
- Донатас Баніоніс (1924-2014), актор театру і кіно, театральний режисер; лауреат Національної премії Литви.
- Арунас Жебрюнас (1930-2013), кінорежисер і сценарист.
- Артем Михайлович Іноземцев (1929-2001), актор театру і кіно.
- Лаймонас Норейка (1926-2007), актор.
- Аудріс Мечісловас Хадаравічюс (1935—2008), актор театру і кіно
- Юозас Кіселюс (1947-1991), актор (головний герой фільму «Довга дорога в дюнах»)
- Ольга Кузьміна-Даугуветене (1884-1967), актриса.
- Ремігіюс Сабуліс (1954—2019), актор театру і кіно, Заслужений артист Литовської РСР (1986).

### Архітектори, скульптори, художники
- Рімтаутас Гібавічюс (1935-1993), художник, графік, сценограф.
- Стасіс Красаускас (1929-1977), художник графік.
- Юозас Мікенас (1901-1964), скульптор.
- Вітаутас Казіо Палайма (1911—1976), художник, сценограф, педагог.
- Вітаутас Чеканауськас (1930-2010), литовський архітектор.

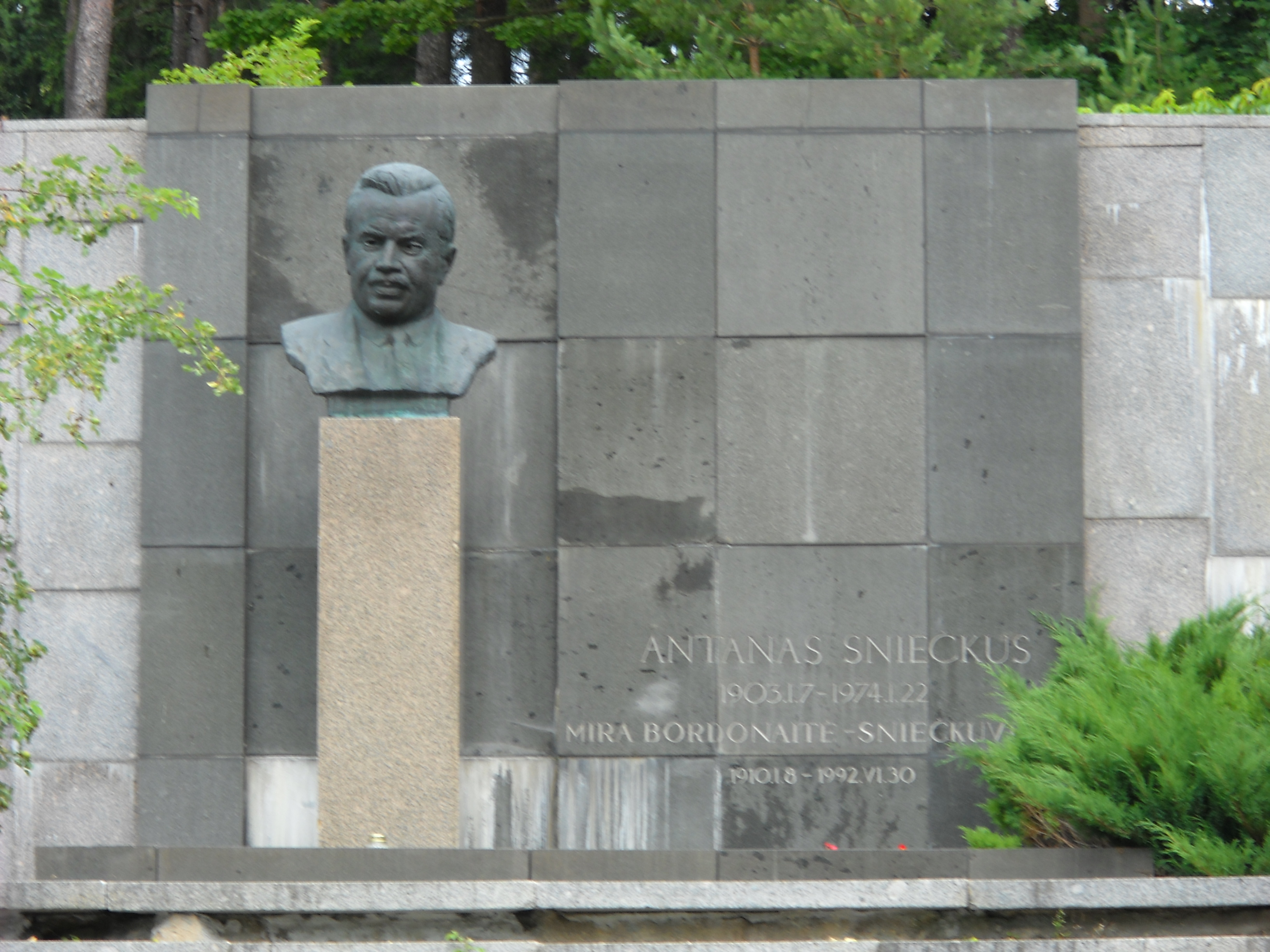
Надгробок на могилі Антанаса Снечкуса

### Державні і політичні діячі
- Альгірдас Бразаускас (1932-2010) — президент Литовської Республіки (1993-1998), прем'єр-міністр Литовської Республіки (2001-2006).
- Мечісловас Гедвілас (1901-1981) — Голова Ради Народних Комісарів Литви (1940-1946)
- Пятрас Грішкявічюс (1924-1987) — перший секретар Вільнюського міськкому КП Литви (1971-1974), перший секретар ЦК КП Литви (1974-1987)
- Александрас Гудайтіс-Гузявічюс (1908-1969) — письменник.
- Владас Нюнка (1907-1980), державний діяч, ідеолог, учений, філософ, релігієзнавець, академік Академії наук Литви.
- Мескупас, Шмуеліс-Іцікас Маушевіч (1907-1942) — литовський державний діяч.
- Роландас Павілёніс (1944-2006) — ректор Вільнюського університету (1990-2000).
- Юстас Палецкіс (1899-1980) — голова Президії Верховної Ради Литви (1940-1967).
- Антанас Снечкус (1903-1974) — державний діяч.
- Миколас Міколовіч Юнчас-Кучінскас (1893-1973) — державний діяч.

### Письменники і поети

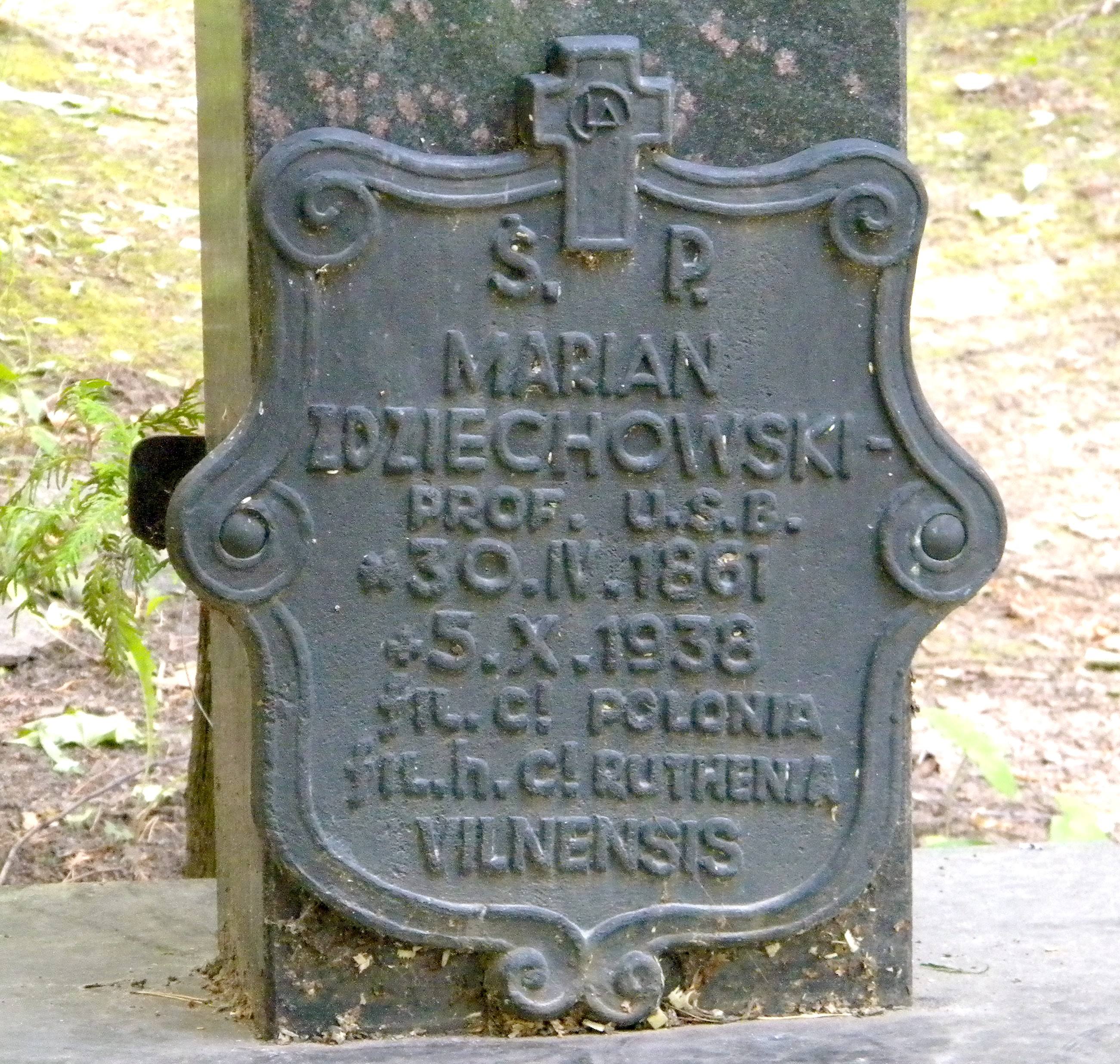
Надгробний пам'ятник Маріана Здзеховського

- Йонас Авіжюс (1922-1999), прозаїк.
- Юозас Апутіс (1936-2010), прозаїк, перекладач, літературний критик.
- Антанас Венцлова (1906-1971) — поет, прозаїк, критик, перекладач, державний діяч.
- Річардас Ґавяліс (1950-2002), прозаїк, есеїст, драматург.
- Ромуальдас Ґранаускас (1939-2014) — прозаїк, драматург, есеїст.
- Сиґітас Зіґмас Ґяда (1943-2008) — поет, драматург, есеїст, літературний критик, перекладач.
- Владас Даутартас (1927-2000) — прозаїк, есеїст, драматург.
- Яніна Дягутіте (1928-1990) — поетеса, автор віршів для дітей.
- Юрга Іванаускайте (1961-2007) — письменниця, художниця, мандрівниця.
- Вікторас Мілюнас (1916-1986) — письменник, драматург, прозаїк, перекладач
- Казис Інчюра (1906-1974) — поет і письменник.
- Юрґіс Кунчинас (1947-2002) — поет, прозаїк, есеїст, перекладач.
- Юстінас Марцінкявічюс (1930-2011) — поет, прозаїк, драматург.
- Паулюс Шірвіс (1920-1979) — поет, журналіст, редактор.
- Люне Януш (1909-1965) — фельєтоністка, перекладачка, автор п'єс і гумористичних романів.